# Капел (Гелдерланд)
Капел (нід. Kapel) — селище в нідерландській провінції Гелдерланд. Входить до муніципалітету Лінгевард.
Перша згадка про населений пункт датується 1840 роком. Наразі у ньому нараховується близько 45 будинків.